# .tp
.tp – dawna domena internetowa przypisana do Timoru Wschodniego. Zastąpiona została przez domenę .tl. Od października 2005 w domenie .tp nie rejestrowano już nowych użytkowników. W marcu 2015 roku została całkowicie wygaszona.